# Geon (Astrophysik)
Ein Geon (in einem Spezialfall mitunter auch als Kugelblitz bezeichnet) ist in der theoretischen Physik eine Konzentration von Licht, die so intensiv ist, dass die in ihr enthaltene Energie gemäß der allgemeinen Relativitätstheorie die umgebende Raumzeit merklich beeinflusst. In dem speziellen Fall, der auch Kugelblitz genannt wird, ist die Energie so hoch, dass ein Schwarzes Loch mit einem Ereignishorizont entsteht, der größer ist als die Energiekonzentration. Dadurch würde die Strahlungsenergie nicht aus dem Schwarzen Loch entweichen, welches im Gegensatz zu gewöhnlichen Schwarzen Löchern nicht aus Massenenergie, sondern aus Strahlungsenergie bestünde.
Einfacher ausgedrückt, ist ein Geon ein durch seine Gravitation wirkendes Objekt, das durch Energie und nicht durch Masse entsteht. Nach Albert Einsteins allgemeiner Relativitätstheorie hat nach dem Ausbilden des Ereignishorizontes der Typus der Massenenergie, die ihn entstehen ließ, keinen Einfluss mehr. Die Energie, die dafür aufgewendet werden müsste, um einen Kugelblitz entstehen zu lassen, würde in einer Temperatur resultieren, die das theoretische Limit der Planck-Temperatur, der Temperatur, die das Universum 5,4 · 10−44 Sekunden nach dem Urknall hatte, überträfe.
Die wohl bekannteste Auffassung der Idee des Geons findet man wahrscheinlich in John Archibald Wheelers Arbeit Geons aus dem Jahr 1955, welche mit der Idee experimentiert, Partikel (oder Plastiken von Partikeln) mithilfe von Raumzeitkrümmung zu erschaffen. Eine weitere Idee, die in Wheelers Studie behandelt wird, ist, dass Feldlinien elektrischer Ladungen, die in einer Wurmloch-Verengung gefangen sind, eine Möglichkeit darstellen, die Eigenschaften eines geladenen Partikelpaars zu modellieren.

## Trivia
Kugelblitze bzw. Geone spielen eine wichtige Rolle in der Handlung des dritten Buches der im Deutschen als die Gateway-Trilogie bekannten Buchreihe des US-amerikanischen Science-Fiction-Autors Frederik Pohl.